# 湖西大学校
湖西大学校（ホソだいがっこう、英称: Hoseo University）は、忠清南道牙山市排芳邑世出里（ペバンウプ セチュルリ）165に本部を置く大韓民国の私立大学である。1980年に設置された。
キリスト教精神に立脚した教育を行うことを大学校の目的として掲げている。
校訓は、 「できる。為せば成る （할 수 있다. 하면 된다.）。」
2008年4月現在の学部在籍者18,101名。

## 沿革
- 1978年7月19日 - 学校法人チョヌウォン（천원）学園 設立認可。
- 1978年12月28日 - チョヌウォン工業専門大学 設立認可。
- 1979年3月 - 第1回入学。
- 1980年12月29日 - 湖西大学（4年制）への改称認可。
- 1987年11月 - 大学院設置認可。
- 1988年10月29日 - 総合大学への昇格認可（4単科大学）。
- 1989年2月 - 牙山キャンパス開設。
- 1989年3月1日 - 湖西大学校と改称。
- 1991年8月 - 大学本部を天安キャンパスから牙山キャンパスに移転。

## 設置大学
それぞれの 「大学」（college） は、日本の大学の 「学部」 に相当する。
- 人文大学 （인문대학）

- 基督教学部
  - 神学専攻
  - 基督教教育学専攻

- 基督教演芸学科
- 社会福祉学部
  - 社会福祉学専攻
  - 老人福祉学専攻

- 青少年文化・相談学科

- 乳児教育科
- 韓国語文化学部
  - 国語国文学専攻
  - 文化コンテンツ創作専攻

- 英語英文学科
- 中国語中国文学科

- 社会大学 （사회대학）

- 法学科
- 行政学科
- 経済学科
- 海外開発学科
- 経営学科
- 産業心理学科

- 税務会計学科
- デジタルビジネス学部
  - ベンチャービジネス専攻
  - eビジネス専攻
  - デジタルコンテンツビジネス専攻

- 工科大学 （공과대학）

- 電気工学科
- 電子工学科
- システム制御工学科
- 情報通信工学科
- コンピュータ工学部
  - コンピュータ工学専攻
  - モバイルシステム工学専攻

- ゲーム工学科
- ニューメディア学科
- 情報保護学科
- 化学工学科
- 建築工学科 （4年制）
- 土木工学科

- 機械工学科
- 自動車工学科
- 安全保健学科
- 環境工学科
- 消防防災学科
- 新素材工学科
- ディスプレイ工学部
  - デジタルディスプレイ工学専攻
  - 光電子ディスプレイ工学専攻

- 国防科学技術学科
- 建築学科 （5年制）
- ロボット工学科

- 自然科学大学 （자연과학대학）

- 数学科
- 生命科学科
- 食品栄養学科
- 食品生物工学科

- 生命工学科
- 情報統計学科
- 本草応用科学科
- 看護学科

- 芸術体育大学 （예체능대학）

- 音楽学科
- 視覚デザイン学科
- 室内デザイン学科
- 産業デザイン学科
- 演劇学科
- アニメーション学科
- ファッション学科

- 体育学科
- 警護学科
- 文化企画学科
- デジタル音楽学科
- 社会体育学科
- ゴルフ学科
- 映画放送学科

## 大学院
- 一般大学院 （대학원）
- 専門大学院
  - 連合神学専門大学院 （연합신학전문대학원）
  - ベンチャー専門大学院 （벤처전문대학원。略称：GSV）
- 特殊大学院
  - 経営大学院 （경영대학원）
  - 行政大学院 （행정대학원）
  - 教育大学院 （교육대학원）
  - 女性文化福祉大学院 （여성문화복지대학원）
  - コーチング能力開発大学院 （코칭능력개발대학원）
  - グローバル創業大学院 （글로벌창업대학원）
- BK21大学院 （BK = Brain Korea）
  - 革新技術経営融合大学院 （혁신기술경영융합대학원）